# Брит Робърсън
Бритъни Леана (Брит) Робърсън (на английски: Brittany Leanna „Britt“ Robertson) е американска актриса.

## Биография
Тя започва още като дете в Малкия театър в Грийнвил в Южна Каролина (Greenville Little Theater) и дебютира на екрана като по-млада версия на героя в епизода на Шийна през 2000 г. Явява се на гости на „Power Rangers Time Force“ през следващата година и получава номинация за наградата „Млади артисти“ в категорията „Най-добро изпълнение в телевизионен филм, минисериал или специална – водеща млада актриса“ за ролята си в „The Ghost Club“ (2003). Робърсън продължава да има роли в „Growing Pains: Return of the Seavers“ (2004), „Щурото еврейско семейство“ („Keeping in the Steins“) (2006), „Дан в реалния живот“ („Dan in Real Life“) (2007), „Десетият кръг“ („The Tenth Circle“) (2008), „Майка и дете“ („Mother and Child“) (2009), „Avalon High“ (2010), „Писък“ („Scream 4“) (2011) и „Първият път“ („The First Time“) (2011).
Робърсън изиграва главната роля на Лукс Касиди в сериала „Живот неочакван“ (2010 – 2011), който бе анулиран във втория си сезон въпреки положителните отзиви. Тя също играе водеща роля в сериала „Тайният кръг“ („The Secret Circle“) (2011 – 2012), но също така е отменен след първия си сезон. През 2013 г. тя заема роля в главния герой на телевизионната серия „Under the Dome“, която играе до 2014 г. Следват роли във филмите „Delivery Man“ (2013) и „Ask Me Anything“ (2014), за които тя печели наградата за най-добра актриса на филмовия фестивал в Нешвил и е наградена с наградата „Бостън филм фестивал“ за най-добра поддържаща актриса за изпълнение в „White Rabbit“ (2013).
Робърсън получава по-широко признание през 2015 г., след като се приземи в ролята на Софиа Данко в „The Longest Ride“ и Кейси Нютън в „Tomorrowland“. За първото си участие тя е номинирана за наградата „Teen Choice Award for Choice“ за филмова актриса „Драма“, а за последното е номинирана за наградата „Teen Choice Award“ за филмова актриса „Choice Sci-Fi / Fantasy“. През 2016 г. тя участва във филмите „Mr. Church“, заедно с Еди Мърфи и „Деня на майката“ („Mother's Day“) (2016), заедно с Дженифър Анистън и Джулия Робъртс. През 2017 г. тя участва в научнофантастичния романтичен филм „The Space Between Us“ и в комедийно-драматичния филм „A Dog's Purpose“. През същата година тя оглавява телевизионната серия Netflix „Girlboss“, представяйки измислена версия на самоусъвършенстваната милионерка Софиа Аморусо.

## Ранен живот
Брит Робърсън е родена в Шарлът, Северна Каролина, дъщеря на Бевърли (Ню Хейс) и Райън Робъртсън, собственик на ресторант. Израснала в Грийнвил, Южна Каролина. Тя е най-голямата от седем деца: майка ѝ и вторият ѝ баща имат три деца (2 момичета и 1 момче), баща ѝ и мащехата ѝ също имат три деца (1 момиче, 2 момчета).
Когато е на 14 години, се премества от Северна Каролина в Лос Анджелис на прослушване за телевизионни продукции.

## Кариера
Брит Робърсън за пръв път се появи пред публика, когато изпълнява различни роли на сцената в „Грийнвил Малкия театър“ в родния си град. На възраст от дванадесет години започва да прави дълги екскурзии до Лос Анджелис за прослушвания за роли в телевизионни сериали и заема роля в телевизионен пилот за сериал, която никога не е пуснат.
През 2008 г. тя изиграва главният герой Трикси Стоун (Trixie Stone) в оригиналния филм „Живот“ (Lifetime), базиран на романа на Джоди Пиул, „Десетият кръг“.
През 2009 г. играе малка роля като DJ в „The Alyson Stoner Project“. Тя също така се появява в сериала „Law & Order: Special Victims“ в епизода „Babes“ като Тина Бернарди, католическа тийнейджърка. През 2010 г. участва в сериала „Life Unexpected“ на CW, като Лукс Касиди, тийнейджър, който, докато е в процес на еманципиране, се връща в живота на родителите си. Шоуто, докато се разиграва в Портланд, Орегон, но всъщност е заснето във Ванкувър, Британска Колумбия. В края на есента на 2010 г. тя играе като Али Пенингтън в оригиналния филм „Avalon High“ на Disney Channel, който се основава на едноименната книга на Мег Кабот (Meg Cabot).
Брит Робъртсън играе Каси Блейк в телевизионния сериал „Тайният кръг“ („The Secret Circle“ на CW)(2011), но поредицата е спряна през 2012 г. след първия сезон. На 11 май 2012 г. The CW обявява, че „Тайният кръг“ няма да бъде подновен за втори сезон. Същата година тя участва във филма „Първото време“ („The First Time“). През 2013 г. Робърсън играе Анджи в летния сериал на CBS „Под купола“ („Under the Dome“).
През 2014 г. печели наградата за филмов фестивал в Бостън за най-добра поддържаща актриса за бял заек. През 2015 г. тя играе ролята на Скот Истууд в филма на Никълъс Спаркс „The Longest Ride“ и взима главната роля във филма на Брад Бърд „Tomorrowland“, заедно с Джордж Клуни и Хю Лори.

## Личен живот
Брит Робърсън започва да излиза с актьора Дилън О'Брайън, с който се срещат на снимачната площадка на филма „The First Time“ през 2011 г.

## Филмография

### Филми
| Година | Заглавие                   | Роля                                             |
| ------ | -------------------------- | ------------------------------------------------ |
| 2003   | The Ghost Club             | Кари (Carrie)                                    |
| 2003   | One of Them                | Младата Елизабет (Young Elizabeth)               |
| 2004   | The Last Summer            | Бет (Beth)                                       |
| 2006   | Keeping Up with the Steins | Ашли Грюнвалд (Ashley Grunwald)                  |
| 2007   | Frank                      | Анна Йорк (Anna York)                            |
| 2007   | Dan in Real Life           | Кара Бърнс (Cara Burns)                          |
| 2008   | From Within                | Клеър (Claire)                                   |
| 2009   | The Alyson Stoner Project  | DJ B-Rob                                         |
| 2009   | Mother and Child           | Вайлет (Violet)                                  |
| 2010   | Cherry                     | Бет (Beth)                                       |
| 2010   | Triple Dog                 | Чаплин Райт (Chapin Wright)                      |
| 2011   | Scream 4                   | Мари Купър (Marnie Cooper)                       |
| 2011   | Video Girl                 | Video Girl                                       |
| 2011   | The Family Tree            | Кели Бърнет(Kelly Burnett)                       |
| 2012   | The First Time             | Обри Милър (Aubrey Miller)                       |
| 2013   | White Rabbit               | Джули (Julie)                                    |
| 2013   | Delivery Man               | Кристън (Kristen)                                |
| 2014   | Ask Me Anything            | Кейти Кампенфелт / Ейми (Katie Kampenfelt / Amy) |
| 2014   | Cake                       | Беки (Becky)                                     |
| 2015   | The Longest Ride           | София Данко (Sophia Danko)                       |
| 2015   | Tomorrowland               | Кейси Нютън (Casey Newton)                       |
| 2016   | Mother's Day               | Кристин (Kristin)                                |
| 2016   | Mr. Church                 | Шарлот Брукс (Charlotte Brooks)                  |
| 2016   | Jack Goes Home             | Клео (Cleo)                                      |
| 2017   | A Dog's Purpose            | Хана (Hannah)                                    |
| 2017   | The Space Between Us       | Тълса (Tulsa)                                    |

### Телевизия
| Година      | Заглавие                             | Роля                             | Бележки                       |
| ----------- | ------------------------------------ | -------------------------------- | ----------------------------- |
| 2000        | Sheena                               | Little Sheena                    | Епизод „Buried Secrets“       |
| 2001        | Power Rangers Time Force             | Tammy                            | Епизод „Uniquely Trip“        |
| 2004        | Tangled Up in Blue                   | Tula                             | ТВ Сериал                     |
| 2004        | Growing Pains: Return of the Seavers | Michelle Seaver                  | ТВ Сериал                     |
| 2005 – 2006 | Freddie                              | Mandy                            | 2 епизод                      |
| 2006        | Women of a Certain Age               | Doria                            | ТВ Сериал                     |
| 2006        | Jesse Stone: Night Passage           | Michelle Genest                  | ТВ Сериал                     |
| 2007        | The Winner                           | Vivica                           | Епизод: Пилотен               |
| 2007        | CSI: Crime Scene Investigation       | Amy Macalino                     | Епизод „Go to Hell“           |
| 2008        | The Tenth Circle                     | Trixie Stone                     | ТВ Сериал                     |
| 2008        | Swingtown                            | Samantha Saxton                  | Повтаряща се роля: 13 епизода |
| 2008        | Law & Order: Special Victims Unit    | Christina „Tina“ Divola Bernardi | Епизод: „Babes“               |
| 2009        | Law & Order: Criminal Intent         | Kathy Devildis                   | Епизод: „Family Values“       |
| 2009        | Three Rivers                         | Brenda Stark                     | Епизод: „Good Intentions“     |
| 2010        | Avalon High                          | Allie Pennington                 | ТВ Сериал                     |
| 2010 – 2011 | Life Unexpected                      | Lux Cassidy                      | Водеща роля: 26 епизода       |
| 2011 – 2012 | The Secret Circle                    | Cassie Blake                     | Водеща роля: 22 епизода       |
| 2013 – 2014 | Under the Dome                       | Angie McAlister                  | Водеща роля: 15 епизода       |
| 2016        | Casual                               | Fallon                           | Повтаряща се роля: 4 епизода  |
| 2017        | Girlboss                             | Sophia Marlowe                   | Водеща роля: 13 епизода       |
| 2017        | For the People                       | Sandra                           | Водеща роля                   |

## Награди и номинации
| Година | Организатор             | Категория                                                                                  | Филм                 | Резултати |
| ------ | ----------------------- | ------------------------------------------------------------------------------------------ | -------------------- | --------- |
| 2004   | Young Artist Awards     | Най-добро представяне в телевизионен филм, минисериал или специална – водеща млада актриса | The Ghost Club       | Номинация |
| 2014   | Boston Film Festival    | Най-добра поддържаща актриса                                                               | White Rabbit         | Награда   |
| 2014   | Nashville Film Festival | Най-добра актриса                                                                          | Ask Me Anything      | Награда   |
| 2015   | CinemaCon Award         | Звездата на утрешния ден                                                                   | N/A                  | Награда   |
| 2015   | Teen Choice Awards      | Избор на филмова актриса: Sci-Fi / Фантастика                                              | Tomorrowland         | Номинация |
| 2015   | Teen Choice Awards      | Избор на филмова актриса:Драма                                                             | The Longest Ride     | Номинация |
| 2016   | Teen Choice Awards      | Избор престижна филмова актриса                                                            | The Space Between Us | Номинация |

|  | Тази страница частично или изцяло представлява превод на страницата Britt Robertson в Уикипедия на английски. Оригиналният текст, както и този превод, са защитени от Лиценза „Криейтив Комънс – Признание – Споделяне на споделеното“, а за съдържание, създадено преди юни 2009 година – от Лиценза за свободна документация на ГНУ. Прегледайте историята на редакциите на оригиналната страница, както и на преводната страница, за да видите списъка на съавторите. ВАЖНО: Този шаблон се отнася единствено до авторските права върху съдържанието на статията. Добавянето му не отменя изискването да се посочват конкретни източници на твърденията, които да бъдат благонадеждни. |